# Simone Cadamuro
Simone Cadamuro (San Donà di Piave, Vèneto, 28 de juny de 1976) va ser un ciclista italià, que fou professional entre 2002 i 2009. En el seu palmarès destaquen algunes victòries d'etapa en curses d'una setmana, com l'Eneco Tour de 2005 o la Volta a Polònia de 2003.

## Palmarès
- 1999
  - 1r a la Coppa Caivano
- 2000
  - 1r al Gran Premi de la Indústria del Marbre
  - 1r a la Coppa Caduti Nervianesi
  - 1r al Circuit Castelnovese
- 2001
  - 1r a la Milà-Busseto
  - 1r a la Vicenza-Bionde
- 2002
  - Vencedor d'una etapa de la Volta a Eslovàquia
- 2003
  - Vencedor de 2 etapes de la Volta a Polònia
- 2004
  - 1r al Gran Premi de Doha
  - 1r a la Veenendaal-Veenendaal
  - Vencedor d'una etapa de la Volta al llac Qinghai
- 2005
  - Vencedor d'una etapa de l'Eneco Tour
- 2007
  - Vencedor d'una etapa de la Fletxa del Sud
- 2008
  - Vencedor de 2 etapes de la Volta a Sèrbia

### Resultats al Giro d'Itàlia
- 2004. 120è de la classificació general
- 2005. Abandona (18a etapa)

### Resultats a la Volta a Espanya
- 2005. Abandona (5a etapa)